# سونیا برگاماسکو
سونیا برگاماسکو (ایتالیایی: Sonia Bergamasco؛ زادهٔ ۱۶ ژانویهٔ ۱۹۶۶) یک هنرپیشه اهل ایتالیا است.
او کار خود را در سال ۱۹۹۴ با فیلم معجزات، داستان کوتاه ، بخش آنتونیو ماسترونونتسیو به کارگردانی ماریو مارتونه یازی کرد. در سال ۲۰۰۱ او در فیلم شاید عشق برتولوچی نقش شخصیت اصلی فیلم سوفیا را بازی کرد. در سال ۲۰۰۴ همراه با دیگر بازیگران فیلم بهترین سالهای ما برنده جایزه روبان نقره‌ای بهترین بازیگر نقش اول زن شد.